# Daulis cimicoides
Daulis cimicoides là một loài bọ cánh cứng trong họ Endomychidae. Loài này được Erichson miêu tả khoa học năm 1842.